# Lumluli
Lumluli ist ein osttimoresischer Ort im Suco Seloi Craic (Verwaltungsamt Aileu, Gemeinde Aileu).

## Geographie
Der Weiler Lebutun liegt an der Nordgrenze der Aldeia Tabulasi auf einer Meereshöhe von 1149 m. Durch den Ort führt die Überlandstraße von Gleno, der Hauptstadt der benachbarten Gemeinde Ermera, nach Turiscai. Einen Kilometer westlich befindet sich der Weiler Lebidodon. Über eine Piste, die etwas östlich von Lumluli von der Überlandstraße abzweigt, gelangt man zu dem etwa einen Kilometer südlich gelegenem Dorf Mautobalau. Die nächstgelegene Grundschule liegt nochmal einen halben Kilometer weiter südlich im Dorf Tabulasi.